# Euxoa pirigna
Euxoa pirigna là một loài bướm đêm trong họ Noctuidae.